# Nederlandse kampioenschappen indooratletiek 2022
De Nederlandse kampioenschappen indooratletiek 2022 werden op zaterdag 26 en zondag 27 februari 2022 georganiseerd in het sportcentrum Omnisport Apeldoorn.
Het NK Indoor Meerkamp werd gehouden in het weekend van 12 en 13 februari in Apeldoorn.

## Uitslagen

### 60 m
| rang   | atleet         | prestatie |
| ------ | -------------- | --------- |
| Goud   | Joris van Gool | 6,61 s    |
| Zilver | Elvis Afrifa   | 6,70 s    |
| Brons  | Raphael Bouju  | 6,71 s    |

| rang   | atlete                  | prestatie |
| ------ | ----------------------- | --------- |
| Goud   | N'ketia Seedo           | 7,25 s    |
| Zilver | Demi van den Wildenberg | 7,33 s    |
| Brons  | Naomi Sedney            | 7,40 s    |

### 200 m
| rang   | atleet               | prestatie |
| ------ | -------------------- | --------- |
| Goud   | Xavi Mo Ajok         | 21,23 s   |
| Zilver | Keitharo Oosterwolde | 21,30 s   |
| Brons  | Nsikak Ekpo          | 21,35 s   |

| rang   | atlete           | prestatie |
| ------ | ---------------- | --------- |
| Goud   | Leonie Van Vliet | 23,53 s   |
| Zilver | Myke van de Wiel | 23,57 s   |
| Brons  | Fréderique Post  | 24,77 s   |

### 400 m
| rang   | atleet              | prestatie |
| ------ | ------------------- | --------- |
| Goud   | Liemarvin Bonevacia | 45,48 s   |
| Zilver | Isayah Boers        | 46,38 s   |
| Brons  | Tony van Diepen     | 46,88 s   |

| rang   | atlete           | prestatie |
| ------ | ---------------- | --------- |
| Goud   | Femke Bol        | 50,30 s   |
| Zilver | Lieke Klaver     | 51,20 s   |
| Brons  | Lisanne de Witte | 52,65 s   |

### 800 m
| rang   | atleet         | prestatie |
| ------ | -------------- | --------- |
| Goud   | Samuel Chapple | 1.50,23   |
| Zilver | Jurgen Wielart | 1.50,25   |
| Brons  | Kevin Viezee   | 1.50,35   |

| rang   | atlete           | prestatie |
| ------ | ---------------- | --------- |
| Goud   | Amina Maatoug    | 2.04,89   |
| Zilver | Bregje Sloot     | 2.05,11   |
| Brons  | Suzanne Voorrips | 2.05,57   |

### 1500 m
| rang   | atleet          | prestatie |
| ------ | --------------- | --------- |
| Goud   | Tim Verbaandert | 3.46,22   |
| Zilver | Job IJtsma      | 3.46,52   |
| Brons  | Noah Baltus     | 3.47,05   |

| rang   | atlete            | prestatie |
| ------ | ----------------- | --------- |
| Goud   | Marissa Damink    | 4.23,89   |
| Zilver | Jetske van Kampen | 4.24,23   |
| Brons  | Lotte Krause      | 4.25,68   |

### 3000 m
| rang   | atleet          | prestatie |
| ------ | --------------- | --------- |
| Goud   | Tim Verbaandert | 8.25,29   |
| Zilver | Yorben Ruiter   | 8.26,00   |
| Brons  | Robin Van Riel  | 8.26,25   |

| rang   | atlete            | prestatie |
| ------ | ----------------- | --------- |
| Goud   | Lotte Krause      | 9.21,54   |
| Zilver | Ineke van Koldam  | 9.23,03   |
| Brons  | Jetske van Kampen | 9.25,55   |

### 60 m horden
| rang   | atleet              | prestatie |
| ------ | ------------------- | --------- |
| Goud   | Koen Smet           | 7,71 s    |
| Zilver | Liam Van der Schaaf | 7,80 s    |
| Brons  | Job Geerds          | 7,84 s    |

| rang   | atlete            | prestatie |
| ------ | ----------------- | --------- |
| Goud   | Zoë Sedney        | 7,98 s    |
| Zilver | Anouk Vetter      | 8,15 s    |
| Brons  | Maayke Tjin A-Lim | 8,16 s    |

### verspringen
| rang   | atleet               | prestatie |
| ------ | -------------------- | --------- |
| Goud   | Loek van Zevenbergen | 7,43 m    |
| Zilver | Jan Janssen          | 7,21 m    |
| Brons  | Damian Felter        | 7,21 m    |

| rang   | atlete            | prestatie |
| ------ | ----------------- | --------- |
| Goud   | Anouk Vetter      | 6,32 m    |
| Zilver | Pauline Hondema   | 6,27 m    |
| Brons  | Maureen Herremans | 6,22 m    |

### hinkstapspringen
| rang   | atleet        | prestatie |
| ------ | ------------- | --------- |
| Goud   | Daan Hoomoedt | 14,84 m   |
| Zilver | Favour Abu    | 14,56 m   |
| Brons  | Roy van Zijl  | 14,23 m   |

| rang   | atlete            | prestatie |
| ------ | ----------------- | --------- |
| Goud   | Maureen Herremans | 13,06 m   |
| Zilver | Danielle Spek     | 12,70 m   |
| Brons  | Sica Verwasch     | 12,57 m   |

### hoogspringen
| rang   | atleet       | prestatie |
| ------ | ------------ | --------- |
| Goud   | Douwe Amels  | 2,18 m    |
| Zilver | Stan Nijhuis | 2,10 m    |
| Brons  | Jamie Sesay  | 2,06 m    |

| rang   | atlete         | prestatie |
| ------ | -------------- | --------- |
| Goud   | Britt Weerman  | 1,88 m    |
| Zilver | Sofie Dokter   | 1,86 m    |
| Brons  | Glenka Antonia | 1,81 m    |

### polsstokhoogspringen
| rang   | atleet             | prestatie |
| ------ | ------------------ | --------- |
| Goud   | Menno Vloon        | 5,91 m    |
| Zilver | Koen van der Wijst | 5,40 m    |
| Brons  | Paulo Benavides    | 5,30 m    |

| rang   | atlete             | prestatie |
| ------ | ------------------ | --------- |
| Goud   | Marijke Wijnmaalen | 4,00 m    |
| Zilver | Killiana Heymans   | 4,00 m    |
| Brons  | Sanne Eekel        | 3,80 m    |

### kogelstoten
| rang   | atleet         | prestatie |
| ------ | -------------- | --------- |
| Goud   | Sven Poelmann  | 19,14 m   |
| Zilver | Mattijs Mols   | 18,50 m   |
| Brons  | Bjorn Van Kins | 17,40 m   |

| rang   | atlete           | prestatie |
| ------ | ---------------- | --------- |
| Goud   | Jessica Schilder | 19,35 m   |
| Zilver | Benthe König     | 17,28 m   |
| Brons  | Alida van Daalen | 15,72 m   |

### Zevenkamp/Vijfkamp[1]
| rang   | atleet            | prestatie |
| ------ | ----------------- | --------- |
| Goud   | Lauri Hulleman    | 5358 p    |
| Zilver | Owen Beuckens     | 5232 p    |
| Brons  | Trystan de Weerdt | 4918 p    |

| rang   | atlete           | prestatie |
| ------ | ---------------- | --------- |
| Goud   | Sofie Dokter     | 4263 p    |
| Zilver | Marijke Esselink | 4099 p    |
| Brons  | Eva Tetteroo     | 4047 p    |

1969 · 
1970 · 
1971 · 
1972 · 
1973 · 
1974 · 
1975 · 
1976 · 
1977 · 
1978 · 
1979 ·
1980 · 
1981 · 
1982 · 
1983 · 
1984 · 
1985 · 
1986 · 
1987 · 
1988 · 
1989 · 
1990 · 
1991 · 
1992 · 
1993 · 
1994 · 
1995 · 
1996 · 
1997 · 
1998 · 
1999 · 
2000 · 
2001 · 
2002 · 
2003 · 
2004 · 
2005 · 
2006 · 
2007 · 
2008 · 
2009 · 
2010 · 
2011 · 
2012 · 
2013 · 
2014 ·
2015 ·
2016 ·
2017 ·
2018 ·
2019 · 
2020 · 
2021 · 
2022 · 
2023 · 
2024 · 
2025